# OfficeSuite
Officesuite 是由 MobiSystems 开发的跨平台办公套件 它适用于 Android、 iOS 和微软 Windows (PC)，并增加了相容常用微软 Office 文件格式的大量 PDF 功能。 该软體的行動版在 Google Play 上有超过2.2亿的下载量，是 Android 商业应用程式中的佼佼者。
支援往设备上预載OfficeSuite的厂商是：索尼、亚马逊、阿尔卡特、夏普、东芝、中兴、华为、京瓷等智能硬件公司。

## 历史
该软件于2004年首次在 Palm OS 上以移动应用程序的形式发布，随后在2005年发布了Symbian版本。 直到2009年，OfficeSuite主要用作阅读器。 不久，Mobisystem公司收到了索尼公司关于基于Android运行的Officesuite版本的询问。 索尼要求Mobisystem在12个星期之内开发出来Android版Officesuite。 显然，开发成功了，索尼在2009年在其所有的安卓设备上预載了新开发的OfficeSuite。 几年后，该软體于2013年在iOS上首次亮相，并于2016年发布了第一个Windows桌面客户端版本。 今天，OfficeSuite拥有全球数以百万计的企业和用户。除了能够连接到任何云端服务提供商，比如Google Drive、 Box、 iCloud、 OneDrive等等，OfficeSuite还在MobiSystems的独有云端MobiSystems Drive中提供存储空间。 2018年，这款应用被谷歌选为少数几个获得安卓卓越奖的应用之一。

## OfficeSuite 组件
- OfficeSuite 文档 - 文本编辑器
- OfficeSuite 邮件 - 邮件客户端
- OfficeSuite 表格 - 电子表格编辑器
- OfficeSuite PDF - PDF 查看和编辑器
- OfficeSuite 幻灯片 - 幻灯片计划

## 平台可用性

### 移动版
- 安卓系统
- iOS
- Palm OS - 停止支持
- Symbian - 停止支持

### 桌面版
- 微软Windows桌面操作系统

## 许可证的种类

### 安卓[7]
- Officesuite 免费版-可升级到 OfficeSuite Pro 或 * OfficeSuite 个人版/ 专业版
- Officesuite Pro Trail 升级到 Office Suite Pro
- Officesuite Pro 升级到 * OfficeSute 个人版/专业版

### iOS[8]
- Officesuite 免费升级到 OfficeSuite Pro 或 * OfficeSuite personal / premium
- Officesuite Pro 升级到 * OfficeSute 个人版/专业版

### Windows[9]
- OfficeSuite 基础版 - 免费版
- *OfficeSuite 个人版
- OfficeSuite 多人版
- OfficeSuite 商业版

不同的价格和计划的个人，集团和业务许可证可以使用。
OfficeSuite 个人版/专业版可以使用一个许可证来跨平台開啟对应的版本。

## 特性
1. 可以相容 Microsoft Word、 Microsoft Excel、 office Microsoft PowerPoint 和 Adobe PDF 文件。[11][12]
2. 可以列印、转换 PDF 格式为 Word、 Excel、 ePUB 格式，也可以保存为 PDF 格式，还可以创建密码保护的文件。 它有跟踪更改选项。
3. Officesuite personal / premium 可以相

容以上所有功能，但它也可以添加相机照片、 PDF 注释、另存为 CSV 并在 Excel 中创建条件格式。 它还引入了跨平台功能，使用户可以通过一次许可购买在所有三个平台(Android、 iOS 和 Windows)上安装 OfficeSuite。

## 支援的文件格式
Officesuite 在所有平台上完全相容微软Office的文件格式。 该软件还支援通用格式(不同平台可能有所不同)和 PDF 模块，使用户能够打开、编辑和导出到 PDF 文件，包括使用相机扫描 PDF 。

### 安卓版Office Suite支援的文件格式
可打开的文件格式: DOC，DOCX，DOCM，XLS，XLSX，XLSM，PPT，PPTX，PPS，PPSX，PPTM，PPSM，RTF，TXT，LOG，CSV，EML，ZIP，ODT，ODS，OD
可保存/另存为的文件格式: DOC, DOCX, DOCM, XLS, XLSX, XLSM, PPT, PPTX, PPS, PPSX, PPTM, PPSM, RTF, TXT, LOG, CSV, EML, ZIP, ODT, ODS, ODP

### iOS版Office Suite支援的文件格式
可打开的文件格式: DOX, DOTX, DOCM, DOC, TXT, RTF, ODT (partial support), XSLX, XLTX, XLSM, XLS, CSV, PDF, PPTX, PPSX, POTX, PPTM, PPSM, POTM, PPT, POT, PPS.
可保存/另存为的文件格式: DOX, DOTX, DOCM, DOC, TXT, RTF, ODT (部分支援), XSLX, XLTX, XLSM, XLS, CSV, PDF, PPTX, PPSX, POTX, PPTM, PPSM, POTM, PPT, POT, PPS.

### Windows桌面版Office Suite支援的文件格式
可打开的文件格式: DOX, DOTX, DOCM, DOC, TXT, RTF, ODT (部分支援), XSLX, XLTX, XLSM, XLS, CSV, PDF, PPTX, PPSX, POTX, PPTM, PPSM, POTM, PPT, POT, PPS.
可保存/另存为的文件格式: DOCX, DOTX, DOCM, DOC, TXT, RTF, XLSX, XLTX, XLSM, XLS, CSV, PDF, XPS, PPTX, PPSX, POTX, PPTM, PPSM, POTM, PPT, POT, PPS.

## 支援的语言/Languages

### 适用于Android的Office Suite
阿拉伯语、孟加拉语、波斯尼亚语、保加利亚语、加泰罗尼亚语、中文(香港)、中文(简体中文)、中文(台湾)、克罗地亚语、捷克语、丹麦语、荷兰语、英语、爱沙尼亚语、芬兰语、法语、法语、法语(加拿大)、德语、希腊语(现代)、希伯来语、印地语、匈牙利语、意大利语、日语、 Kannada (印度)、朝鲜语、拉脱维亚语、马其顿语、马来语、马来西亚语(印度)、马拉地语(印度)、书面挪威语语、旁遮普语(印度)、波斯语、葡萄牙语、巴西语、斯洛文尼亚语、俄罗斯语。

### 适用于 IOS 的 OfficeSuite
英语，法语，德语，印地语，意大利语，日语，俄语，简体中文，西班牙语，泰语 

### 适用于Windows的Office Suite
英语，法语，德语，印地语，意大利语，日语，俄语，简体中文，西班牙语，泰语